# Plagiometriona tredecimguttata
Plagiometriona tredecimguttata  (лат.) — вид жуков щитоносок (Cassidini) из семейства листоедов. Эндемик Южной Америки: Бразилия (Rio de Janeiro). Форма тела уплощённая. Растительноядный вид, питается растениями семейства паслёновые (Solanaceae: Aureliana fasciculata, Capsicum mirabile, Solanum campaniforme, Solanum enentiophyllanthum).